# 라울 프레비시

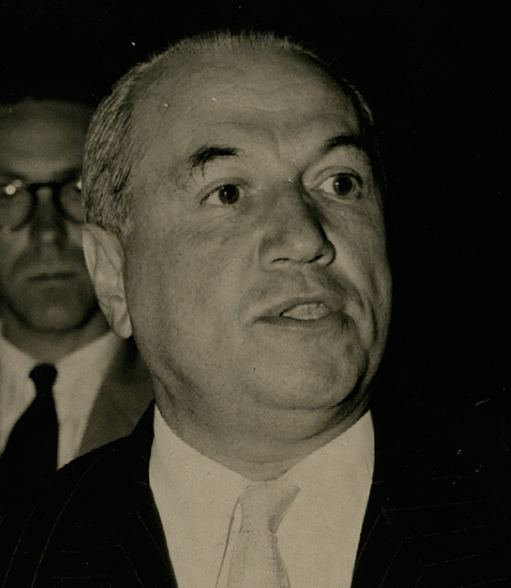

라울 프레비시 (Raúl Prebisch, 1901년 4월 17일 – 1986년 4월 29일)은 아르헨티나의 경제학자 로서 경제적 종속 이론의 기초를 형성한 프레비시-싱어 가설 과 같은 구조주의 경제학 에 대한 공헌으로 잘 알려져 있다.
그는 아르헨티나 투쿠만에서 독일 정착민 사이에서 태어나 부에노스아이레스 대학교에서 공부했으며 나중에 그곳에서 가르쳤다. 그의 형제 Alberto Prebisch 는 유명한 건축가가 되었다. 젊었을 때 그의 글은 자유 무역이라는 개념을 완전히 고수했지만 1930년대 대공황의 결과로 보호주의 로 "개종"했다. 그의 이전 신념은 1860년대부터 1920년대까지 아르헨티나가 영국에 다량의 쇠고기와 밀을 수출하면서 눈부신 경제 성장을 이루면서 뒷받침되었다. 그러나 1930년대에 이르러 대공황과 쇠고기와 밀을 사지 않고 수출하는 미국의 경제적 지배력이 커지면서 아르헨티나 경제에 심각한 타격을 입혔다.
그는 경제학의 순전히 이론적인 측면을 실제 무역 관행과 무역 제도 및 협정의 기초가 되는 권력 구조로부터 분리했다. 그 결과 세계를 미국과 같은 산업화된 국가로 구성된 경제적 "중심부"와 1차 생산자로 구성된 "주변부"로 분할하는 방식이 오늘날까지 사용된다.
이러한 아이디어는 1950년 그가 라틴 아메리카 경제 위원회 (ECLA 또는 CEPAL)의 상임 이사로 임명될 때까지 유지되지 않았다. 1950년에 그는현재 프레비시-싱어 가설로 알려진 것을 설명했다. 가설은 현 세계 시스템에서 주변부는 중앙으로 수출할 1차 재화를 생산하고 중앙은 주변부로 수출하기 위한 2차 재화를 생산한다는 관찰로 시작된다. 이 가설에 따르면, 기술이 향상됨에 따라 센터는 선진 노조와 상업 기관을 통해 더 높은 임금과 이윤을 유지할 수 있기 때문에 저축한 금액을 유지할 수 있다. 주변부에서는 기업과 근로자가 약하고 기술 절감액을 더 낮은 가격의 형태로 고객에게 전가해야 한다.
그의 영향으로 ECLA는 UN에서 제3세계 행동주의의 중심지가 되어 라틴 아메리카 구조주의 경제 학파가 탄생했다. 많은 학자들은 프레비시가 수입 대체 산업화 (ISI)를 지원하는 것으로 인식하지만, 한 국가가 주어진 기간 동안 자본 및 중간재를 선호하는 수입 "잉여" 재화를 희생시키면서 산업화에 중점을 두고 수입 및 내부 생산을 점진적으로 변경하는 것이다.

## 같이 보기
- 수입 대체 산업화
- 사미르 아민
- 공정 무역